# Canace Finley
Canace Finley (Fort Collins, 11 marzo 1994) è una pallavolista statunitense.
Gioca nel ruolo di opposto nell'Erfurt.

## Biografia
Figlia di Jim Finley e Sara Rathburn, nasce a Fort Collins, nel Colorado. Ha un fratello più giovane di nome Sawyer. Nel 2012 si diploma alla Poudre High School e in seguito studia antropologia prima alla University of Oregon e poi alla University of San Diego.

## Carriera

### Club
La carriera di Canace Finley inizia nei tornei scolastici del Colorado, giocando per la Poudre HS. Dopo il diploma gioca a livello universitario nella NCAA Division I: nel 2012 gioca per la Oregon, con cui raggiunge la finale nazionale; in seguito si trasferisce alla San Diego, dove gioca fino al 2015.
Nel 2017 firma il suo primo contratto professionistico in Svizzera, partecipando alla seconda parte della Lega Nazionale B 2016-17 con lo Genève, cambiando definitivamente ruolo da centrale a opposto. Nella stagione 2017-18 partecipa alla Lentopallon Mestaruusliiga col PislaPloki, mentre nella stagione seguente si trasferisce in Germania con l'Erfurt, in 1. Bundesliga.